# Eugen Wüster
Eugen Wüster (Wieselburg, Àustria, 10 d'octubre de 1898 - Viena, 29 de març de 1977) va ser un industrial i terminòleg austríac, conegut per ser el pare de la terminologia com a disciplina autònoma i independent.

## Biografia
Wüster va començar a entusiasmar-se per l'esperanto quan tenia 15 anys. Poc després, va començar a fer traduccions d'aquesta llengua i va realitzar diverses monografies i nombrosos articles, sobretot relacionats amb la terminologia i lexicografia de l'esperanto. Professionalment es va formar en el camp de l'enginyeria elèctrica i així es va poder fer càrrec de la fàbrica del seu pare.
Des dels 18 als 22 anys, Wüster va compilar el nucli de l'enciclopèdia Esperanto-Alemany, que és considerada d'una gran alta qualitat per la seva presentació detallada i fidel del vocabulari primerenc de l'esperanto i de l'ús que en va fer L. Zamenhof, iniciador de l'esperanto. L'experiència que Wüster va adquirir durant l'elaboració d'aquesta enciclopèdia li va servir de base per a la seva tesi que va presentar a Stuttgart, la qual és considerada com un treball seminal sobre la terminologia com a ciència.
Gràcies a les seves recerques sobre comunicació tècnica internacional, el 1936 es va establir el Comitè Tècnic de Normalització Terminològica de l'Organització Internacional de Normalització (ISO / TC 37). D'aquesta manera, Wüster va forjar els principis internacionals de la normalització terminològica i ha contribuït de manera significativa als fonaments de la societat de la informació moderna. En particular, aquests fonaments van constituir les bases teòriques de l'activitat terminològica catalana i van ser essencials per als inicis del treball del TERMCAT.
Wüster va ser professor a la Universitat de Viena, així com fundador de l'Escola de Viena. Tant l'Arxiu Eugen Wüster a la Universitat de Viena, com el Museu de l'Esperanto i el Departament de Llengües Planificades a la Biblioteca Nacional d'Àustria es basen en gran part en el material que Wüster hi va llegar.
Actualment, existeix el Premi «Eugen Wüster» per assoliments destacats en el camp de la recerca terminològica, establert sota l'auspici de la Universitat de Viena i la ciutat de Viena.

## Terminologia
Eugen Wüster va col·laborar en la compilació i publicació de la primera edició del Vocabulari Electrotècnic Internacional (Londres, 1938). L'última versió d'aquest vocabulari està disponible en línia.
També va treballar sobre els problemes de la bibliografia, sobre la reforma de l'ortografia alemanya, sobre el sistema de Classificació Decimal Universal, així com sobre els problemes en informàtica.
Wüster va ser un expert en serres, i va editar un diccionari estàndard basant-se en el seu diccionari The Machine Tool, la versió del qual més recent està disponible en línia. El 1971 Wüster va iniciar la fundació Infoterm, amb el suport de l'Institut Austríac de Normalització i de la UNESCO, la qual va recolzar activament fins a la seva mort.
Wüster va deixar nombrosos manuscrits no publicats sobre diversos temes.